# Plecoptera simplex
Plecoptera simplex är en fjärilsart som beskrevs av Walker 1858. Plecoptera simplex ingår i släktet Plecoptera och familjen nattflyn. Inga underarter finns listade i Catalogue of Life.